# Вімблдонський турнір 1896
Вімблдонський турнір 1896 — 20-й розіграш Вімблдону. Турнір тривав з 13 до 21 липня. У чоловічому одиночному розряді змагався 31 спортсмен — найбільша кількість з 1881 року. Цього року було створено втішний турнір All England Plate, у якому брали участь тенісисти, які програли у перших двох колах Вімблдону. Останній розіграш цього турніру стався у 1981 році.

## Дорослі

### Чоловіки, одиночний розряд
Гарольд Магоні переміг у фіналі  Вілфреда Бедделі, 6–2, 6–8, 5–7, 8–6, 6–3.

### Жінки, одиночний розряд
Шарлотта Купер перемогла у фіналі  Еліс Пікерінг, 6–2, 6–3.

### Чоловіки, парний розряд
Вілфред Бедделі /  Герберт Бедделі перемогли у фіналі пару  Реджинальд Догерті /  Гарольд Нісбет, 1–6, 3–6, 6–4, 6–2, 6–1.